# Bulion pneumokokowy
Bulion pneumokokowy – półpłynne podłoże bakteryjne typu namnażającego, stosowane do hodowli pneumokoków. Składa się ono z glukozy, wyciągu mięsnego, roztworu chlorku sodu, peptonu oraz surowicy końskiej. pH podłoża wynosi około 8. Przed użyciem bulion musi być wyjałowiony.
Po zaobserwowaniu wzrostu drobnoustroje czasami są przesiewane na agar z krwią.